# Lutz Köllner
Ernst-Ludwig (Lutz) Köllner (* 3. September 1928 in Wernigerode; † 5. Juni 1992) war ein deutscher Wirtschaftswissenschaftler, Sozialwissenschaftler und Militärökonom.

## Leben
Köllner studierte Wirtschaftswissenschaften, Soziologie, Germanistik und Philosophie. Von 1952 bis 1957 war er wissenschaftlicher Mitarbeiter der Forschungsstelle für Marktwirtschaft und von 1957 bis 1967 Wissenschaftlicher Oberassistent an der Rechts- und Staatswissenschaftlichen Fakultät an der Universität Münster.
Von 1967 bis 1969 war er Dozent für Sozialwissenschaften am Zentrum Innere Führung der Bundeswehr. Nach 1971 arbeitete er beim Institut für Erziehung und Bildung in den Streitkräften und ab 1974 am Sozialwissenschaftlichen Institut der Bundeswehr
1975/76 wurde er Wissenschaftlicher Direktor beim Auswärtigen Amt.
Nach 1976 fungierte er als Berater der Vereinten Nationen in Abrüstungsfragen.

## Publikationen (Auswahl)
- Europäische Wirtschaftspolitik. Münster/W. 1957.
- Der internationale Kapitalverkehr seit dem letzten Kriege. Frankfurt/M. 1963.
- Die Inflationsgefahr in Entwicklungsländern. Baden-Baden 1964.
- Währungspolitik in der europäischen Integration. (Mithrsg.), Baden-Baden 1964.
- Von Marx bis Erhard, Propheten und Magier der Wirtschaftspolitik. Velbert 1967.
- Rüstungsfinanzierung. Frankfurt/M. 1969.
- Chronik der Deutschen Währungspolitik. Frankfurt/M. 1972.
- Wirtschaftswissenschaft versus politische Ökonomie. Stuttgart 1973.
- Von der preußischen Staatsbank zum Europäischen Währungssystem. Frankfurt/M. – Bern 1981.
- Militärausgaben und Finanzielle Abrüstung. Ein sicherheitspolitisches Programm der Vereinten Nationen. München 1981.

### Mitverfasser
- Vereinte Nationen: Measurement and International Reporting of Military Expenditures. New York 1977.
- Vereinte Nationen: Disarmament and Development. New York 1981.
- Handwörterbuch der Sozialwissenschaften.
- Herders Staatslexikon.